# Cà ra
Cà ra, tại Trung Quốc gọi là 大閘蟹 (bính âm: dà zhá xiè, đại áp giải, cua cửa cống lớn), danh pháp khoa học: Eriocheir sinensis) là một loài cua nước ngọt thuộc hệ cua đồng có nguồn gốc từ Trung Quốc từ tỉnh Phúc Kiến và được du nhập vào châu Âu, Bắc Mỹ, nơi chúng được xem là một loài xâm lấn. Loài cua này cũng du nhập vào Việt Nam. Trong Công văn số 961/BKHCN-XHTN năm 2011 gửi Bộ Tài nguyên-Môi trường, Bộ Khoa học Công nghệ Việt Nam đã đề nghị coi nó là loài có nguy cơ xâm hại, nhưng trong các thông tư gần nhất thì Bộ Tài nguyên-Môi trường không xếp nó vào phạm trù loài xâm hại hay loài có nguy cơ xâm hại.

## Mô tả
Cà ra được mô tả có hình dáng kỳ lạ, chúng có càng màu xanh, đỏ, mai có màu xanh nhạt, hoặc xám xanh, hai càng bằng nhau rất đều và chạy rất nhanh, đặc biệt chúng rất to và phần bụng cua có màu vàng cáu, hai gọng màu xanh, mai cua có màu xám. Về ngoại hình, cua đồng Trung Quốc không khác nhiều so với cua đồng nhưng đặc điểm sinh học của chúng khác hoàn toàn với cua đồng. Cua đồng sống trong các hang, lỗ tại các bờ ruộng, bờ kênh, rạch, thường bò ra khỏi hang kiếm ăn, xong lại trốn vào hang, trong khi đó cua Trung Quốc không có thói quen trốn trong hang mà chúng bò đầy khu vực sinh sống.

## Trên thế giới
Ở Trung Quốc, khu vực đông trung bộ Trung Quốc là nơi nuôi trồng giống cua lông màu vàng, cua được nuôi ở hồ Dương Trừng, gần Thượng Hải. Cua Dương Trừng chủ yếu được dùng để đi biếu. Hàng năm, mùa thu đến cũng là lúc vụ thu hoạch cua ở Trung Quốc bắt đầu. Tuy nhiên gần đây hàng trăm hộ nông nuôi cua và các lái buôn bị ảnh hưởng nặng nề. Giá cua tại nhiều thành phố lớn ở Trung Quốc giảm tới hơn 20%, có khi chỉ còn khoảng 850.000/kg. Cua Trung Quốc được du nhập vào châu Âu, ở Anh, chúng có mặt tại sông Thame, ở Mỹ chúng có mặt tại nhiều vùng trong đó có Ngũ Hồ.
Ở Việt Nam, những con cua này có mai màu xanh đen và 2 càng bằng nhau khiến người dân nghi ngại. Tuy nhiên cũng có ý kiến cho rằng giống cua mai to, yếm to thực chất là cua đồng nuôi theo mô hình trang trại từ miền Nam chuyển ra.